# Ordine criminale (Germania Nazistă)
Ordinele criminale (penale) este denumirea colectivă dată unei serii de ordine, directive și decrete emise înainte și în timpul invaziei Germaniei în Uniunea Sovietică în Al Doilea Război Mondial de către Înaltul Comandament al Wehrmachtului. Ordinele criminale au depășit codurile de conduită consacrate și au dus la atrocități pe scară largă pe Frontul de Răsărit.

## Ordine emise în 1939
Deși termenul „ordine criminale” este asociat de obicei cu invazia germană în Uniunea Sovietică din 1941, Jochen Böhler⁠(d) este convins că unele ordine emise de comandamentul Wehrmachtului în timpul invaziei Poloniei din septembrie 1939 pot fi deja considerate „ordine criminale”. În acest context, el a subliniat următoarele:
- O directivă specială emisă la 4 septembrie 1939, care privea aprovizionarea serviciilor spatelui frontului Armatei a 8-a, includea o recomandare de a executa fără proces nu numai partizanii și cei găsiți cu arme, ci și civilii polonezi „găsiți în case și ferme din care s-a deschis focul asupra soldaților [germani]”.
- Un ordin emis la 10 septembrie 1939 de comandantul Grupului de Armate Nord, generalul Fedor von Bock, cerea trupelor să incendieze casele din spatele liniilor frontului din care se trăgea asupra soldaților germani. Dacă nu se putea determina sursa exactă a tirului, întregul sat urma să fie incendiat.

## Ordine emise în 1941
- Decretul Barbarossa, emis la 13 mai 1941
- Liniile directoare pentru conduita trupelor în Rusia, emise la 19 mai 1941
- Ordinul comisarilor, emis la 6 iunie 1941
- Ordine privind desfășurarea poliției de securitate și a serviciului de securitate în cadrul formațiunilor militare, emise la 28 aprilie 1941
- Ordine privind tratamentul prizonierilor de război, emise între iunie și decembrie 1941